# St. Petri (Luckenwalde)

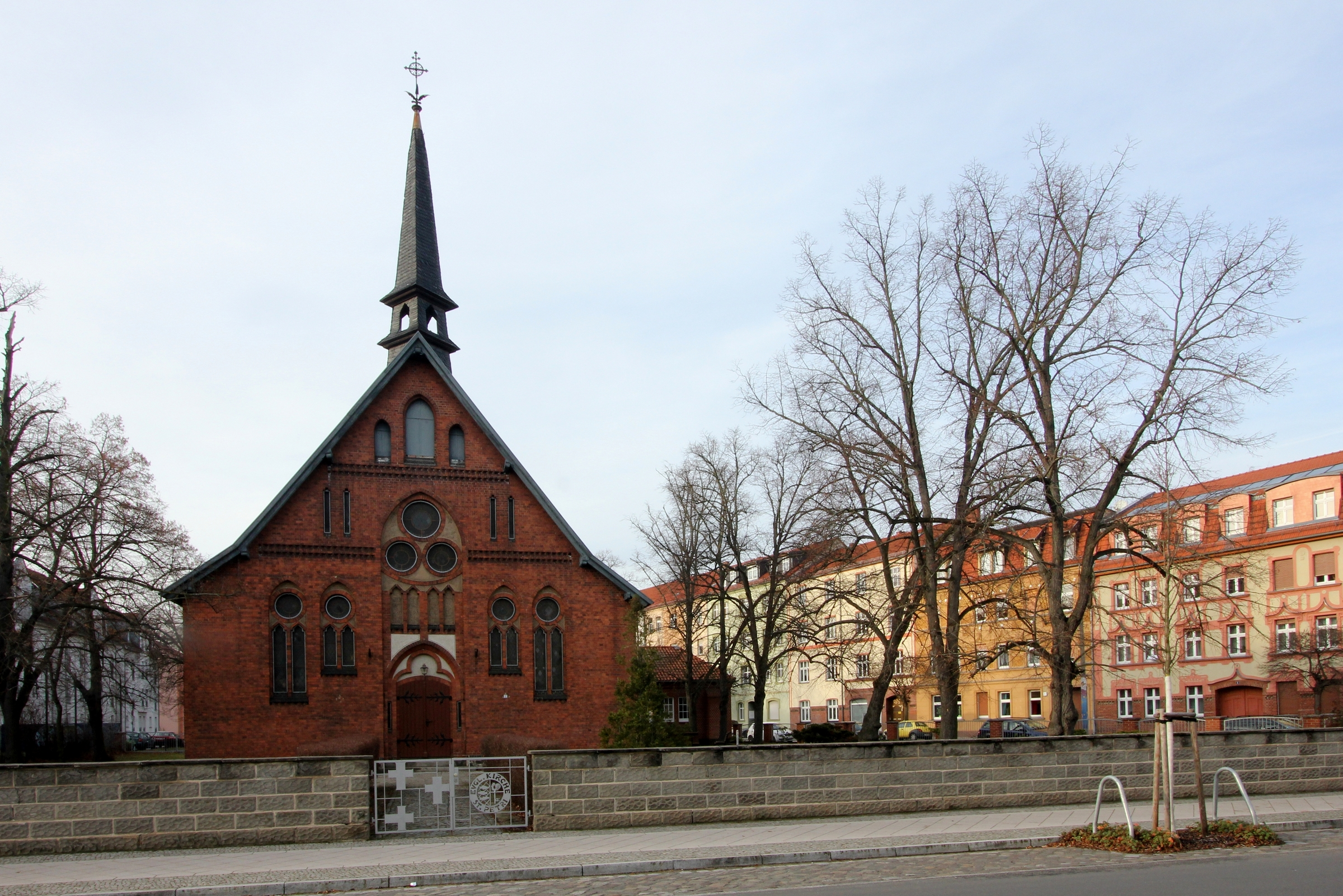
St. Petri in Luckenwalde

Die evangelische Kirche St. Petri ist eine neugotische Saalkirche in Luckenwalde, einer Stadt im Landkreis Teltow-Fläming im Land Brandenburg. Die Kirchengemeinde gehört zum Kirchenkreis Zossen-Fläming der Evangelischen Kirche Berlin-Brandenburg-schlesische Oberlausitz.

## Lage
Die Frankenstraße befindet sich im Stadtzentrum und zweigt dort von der Brandenburger Straße nach Süden hin ab. Von Osten führt die Petrikirchstraße zu. Die Kirche steht südöstlich dieser Kreuzung auf einem Grundstück, das mit einer Mauer eingefriedet ist.

## Geschichte
Durch den wirtschaftlichen Aufschwung stieg die Einwohnerzahl Luckenwaldes gegen Ende des 19. Jahrhunderts stark an. Auf Initiative des Superintendenten Zander errichteten Handwerker einen Kirchenneubau für das neue Stadtviertel im Westen der Stadt. Die Grundsteinlegung erfolgte am 14. September 1890, die feierliche  Einweihung am 28. Mai 1892. Nach mehrfachen Umbauten wurde zum 100-jährigen Bestehen im Jahr 1992 ein Erweiterungsbau angefügt, der als Gemeindezentrum und Veranstaltungsstätte dient.

## Baubeschreibung
Das Bauwerk besteht im Wesentlichen aus rötlichem Mauerstein. Die westliche Fassade ist reich verziert. Mittig ist eine große, spitzbogenförmige Blende, in die ein gedrückt-segmentbogenförmiges Portal eingelassen ist. Darüber erheben sich vier spitzbogenförmige Blenden, gefolgt von drei Ochsenaugen. Beiderseits des Portals schließen eine kleine sowie eine längliche Blende mit zwei spitzbogenförmigen Fenstern und einem darüberliegenden Ochsenauge an. Ein Gesims trennt den Giebel vom Baukörper, an jeder Seite befinden sich zwei schmale Blenden, gefolgt von einem weiteren Gesims. Das darüber liegende große Spitzbogenfenster steht inmitten zweier weiterer spitzbogenförmiger Fenster. Ein Dachreiter mit Turmkugel und Kreuz krönt den Bau.

## Ausstattung
Die Kirchenausstattung wird in einem Kirchenführer als „schlicht“ bezeichnet. Dazu gehört ein Opferstock aus dem 16. Jahrhundert.